# Peristylus carolinensis
Peristylus carolinensis là một loài thực vật có hoa trong họ Lan. Loài này được (Schltr.) Tuyama mô tả khoa học đầu tiên năm 1940.